# ニューラル・ラディアンス・フィールド
ニューラル・ラディアンス・フィールド（NeRF）は、2次元画像からシーンの3次元表現を再構築するためのディープラーニングに基づく手法。 NeRFモデルは、新しいビュー合成、シーンの形状の再構築、そしてシーンの反射特性の取得といった下流の応用を可能にする。 カメラポジションなどの付加的なシーン属性も同時に学習することもできる。 2020年に初めて発表されて以来、 コンピュータグラフィックスやコンテンツ制作への応用の可能性から、大きな注目を集めている。

## 関連技術

### ガウシアン・スプラッティング
ガウシアン・スプラッティングは、レンダリング時間と精度の両面でNeRFよりも性能向上した新しい手法。シーンをボリューム関数として表現するのではなく、3Dガウス関数の希薄な点群を用いている。 まず、点群が（動的な構造から）生成され、初期の共分散、色、不透明度を持つガウス関数に変換される。ガウス関数は、入力画像に合うように確率的勾配降下法を用いて直接最適化される。 演算を短縮するために、空白が除去され、各点ごとにニューラルネットワークを探索する必要がなくなる。 代わりに、すべてのガウス関数が画面上に単純にスプラット（飛散）され、重なり合って必要な画像が生成される。